# Bornheim (Rheinland)
Bornheim (ⓘ) ist eine mittlere kreisangehörige Stadt im Rhein-Sieg-Kreis im Süden Nordrhein-Westfalens. Durch ihre zentrale Lage zwischen Köln und Bonn gehört sie zu den am stärksten wachsenden Städten der Region und ist mittlerweile die drittgrößte Stadt des Rhein-Sieg-Kreises. Durch die Stadtteile Waldorf, Kardorf, Merten und Walberberg führte einst die Eifelwasserleitung, ein römischer Aquädukt, durch den zu jener Zeit das römische Köln mit Trinkwasser versorgt wurde.

## Geographie
Bornheim liegt zwischen den beiden Großstädten Köln und Bonn und breitet sich mit seinen Stadtteilen von den Ebenen am linken Rheinufer der Kölner Bucht im Osten über den Hang des Vorgebirges im Westen bis zur noch durchweg bewaldeten Hochfläche der Ville aus. Der höchste Punkt des Stadtgebietes liegt am oberen Ende des Stadtteils Roisdorf bei 165,6 m ü. NHN (⊙), der tiefste Punkt ist am Rheinbett bei Widdig mit 46,6 m ü. NHN angegeben.
Die Stadt grenzt an die Bundesstadt Bonn im Südosten, die Gemeinden Alfter und Swisttal im Süden, die Gemeinde Weilerswist im Westen, die Städte Brühl und Wesseling im Norden, sowie am Rhein an die Stadt Niederkassel im Osten.

## Stadtgliederung
Bornheim gliedert sich in 14 Stadtteile. Dies sind
- die „Vorgebirgsdörfer“
  - Bornheim (mit Botzdorf, 8.199 Einwohner)
  - Brenig (mit Bisdorf, 2.340 Einwohner)
  - Dersdorf (1.218 Einwohner)
  - Hemmerich (1.561 Einwohner)
  - Kardorf (2.153 Einwohner)
  - Merten (mit Trippelsdorf, 5.638 Einwohner)
  - Roisdorf (6.070 Einwohner)
  - Rösberg (1.478 Einwohner)
  - Sechtem (5.241 Einwohner)
  - Walberberg (4.730 Einwohner)
  - Waldorf (mit Üllekoven, 3.620 Einwohner)
- und die „Rheindörfer“
  - Hersel (4.764 Einwohner)
  - Uedorf (913 Einwohner)
  - Widdig (1.939 Einwohner)

## Geschichte
Die Region der heutigen Stadt Bornheim wurde bereits in vorgeschichtlicher Zeit besiedelt. Östlich an den Vorgebirgshang anschließend ist auf der linksrheinischen Lössterrassenplatte zwischen den Stadtteilen Bornheim und Sechtem eine Konzentration von Fundplätzen festzustellen. Hier wurden Hügelgräber mit Beigaben sowie Steinwerkzeuge gefunden, die eine Besiedelung in der Vorzeit belegen. Ein eisenzeitliches Gehöft wurde im Stadtteil Hersel lokalisiert.
Des Weiteren fand man zwei Fliehburgen in der näheren Umgebung. Diese waren recht einfache Wallanlagen, von Germanen oder Kelten zum Schutz ihrer Siedlungsbewohner errichtet. So die noch in ihren Grundrissen erkennbare Aldeburg im Walberberger Wald (Ringwall) und ein Abschnittswall auf dem Stromberg im Süden des Waldes von Rösberg nahe dem Dobschleider Hof.

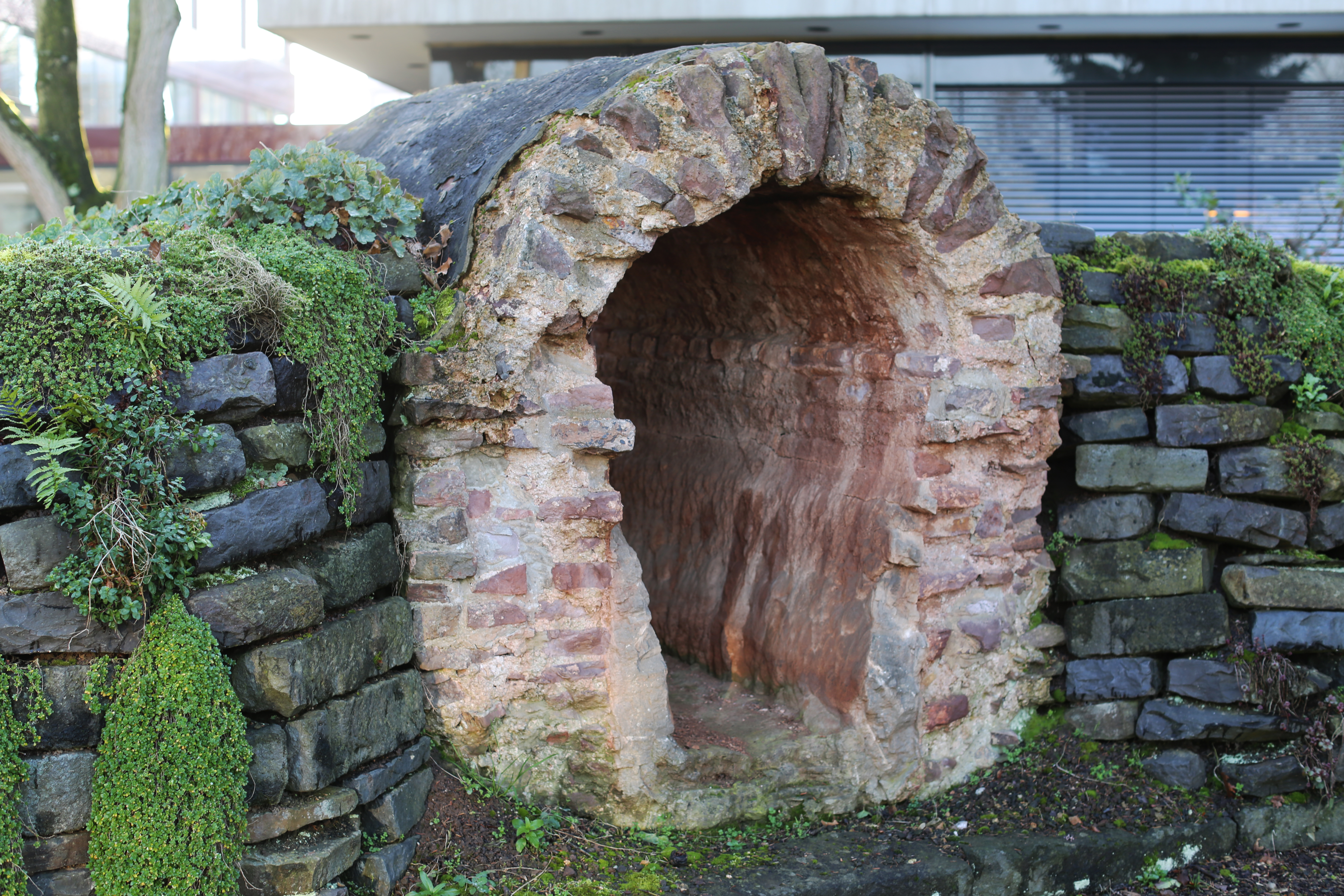
Rathaus Bornheim, Teilstück der römischen Eifelwasserleitung, transloziert von Breitenbenden, Baustelle L 165 (1979)

Auch die Anwesenheit der Römer von 50 vor bis 450 n. Chr. ist durch Bauwerke belegt. Reste des Römerkanals von der Eifel nach Köln sind noch heute im Raum Bornheim vorhanden oder als Geländeeinschnitte erschließbar. Die Römische Villa in Botzdorf wurde 2002 entdeckt.
Schon damals diente das Vorgebirge als Obst- und Gemüsegarten für die römischen Siedlungen Bonna (Bonn) und Colonia Claudia Ara Agrippinensium (Köln).
Von der Landnahme und zahlreichen Dorfgründungen durch die Franken künden viele Begräbnisplätze und einige Ortsnamen, denn merowingerzeitliche Fundplätze stehen auch in räumlichem Bezug zu Orten mit dem Suffix „Heim“. Beispiele zur Verdeutlichung sind die Namen der Orte Bornheim, Mehlem, Mülheim (Bonn), Schweinheim, Stockheim, Holzem, Nieder- und Oberbachem, Ließem, Hochheim oder Stockem.
Urkundlich wird der Hauptort Bornheim als „Brunheim“ im Bonngau, in der Grafschaft des Grafen Ehrenfried, erstmals am 2. August 945 genannt. Die heutige Königstraße war schon sehr früh als Teil der mittelalterlichen Heerstraße ein wichtiger Transportweg von Bonn nach Aachen. Sie wurde im Jahr 1272 als „Connixstroß“ erstmals erwähnt. Der urkundlich erstgenannte Ort innerhalb der Stadt Bornheim ist der Stadtteil Widdig, der bereits 804 als „Wittheich“ seine Ersterwähnung hatte.
Im 10. und 11. Jahrhundert kamen fast alle Dörfer mit ihren Gemarkungen als Dotationen an Klöster und freiadelige Stifte in Bonn (Cassius-Stift) und Köln (auch zum Kölner Domkapitel).
Aus dem Amt der Schutzvögte, als Verwalter der Dotationen, erwuchsen die Grundherrschaften unter kurkölnischer Lehenshoheit. Als erster Kölner Ministeriale aus dem Geschlecht der Herren von Bornheim wird Wilhelm Schilling von Buschfeld, Ritter, Herr zu Bornheim, zwischen 1173 und 1198 urkundlich erwähnt. Sein Sohn nannte sich Ritter Wilhelm von Burnheim. Die Herren von Bornheim wurden wiederum zu Stammvätern verschiedener rheinischer Adelsgeschlechter, darunter den bis heute blühenden Landsberg.

### Schloss Bornheim

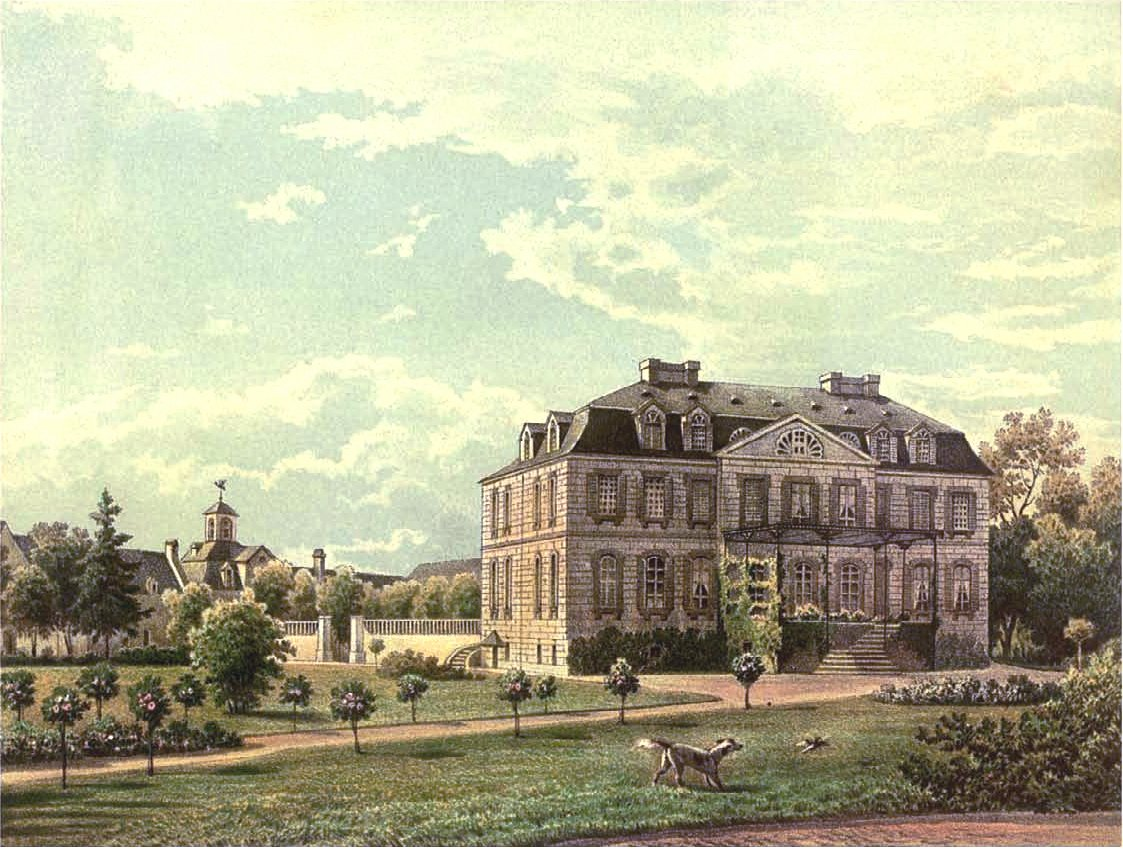
Schloss Bornheim, um 1860, Sammlung Alexander Duncker

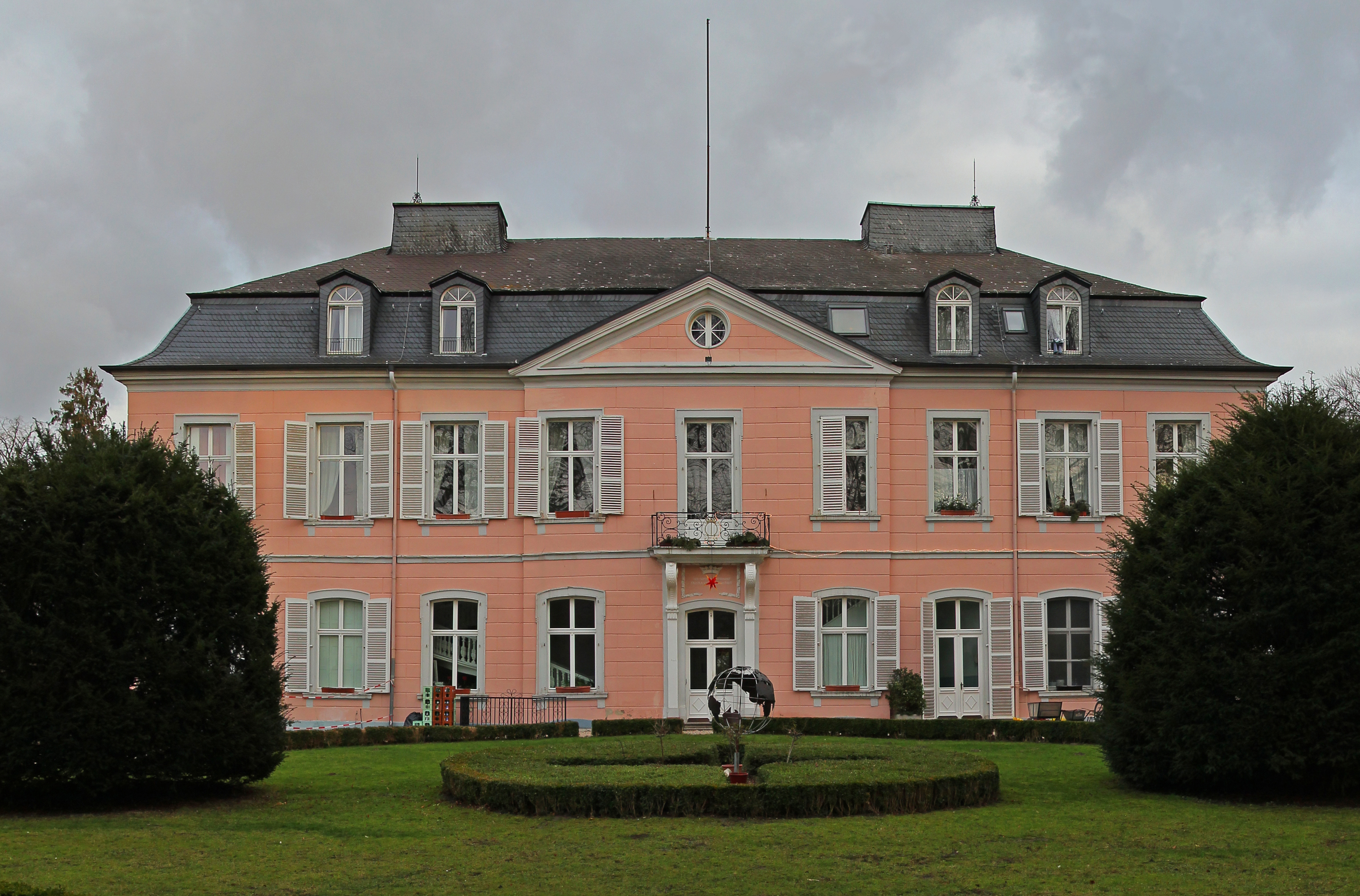
Schloss Bornheim

In den Jahren zwischen 1728 und 1732 entstand vermutlich nach den Plänen von Johann Conrad Schlaun, einem Baumeister des Barock, das Schloss Bornheim im Stil eines Maison de Plaisance (Lustschloss) für die Freiherren Waldbott von Bassenheim. Von den vorherigen Bauten blieb nur noch die Vorburg erhalten, vom einstigen Torturm mit Zugbrücke blieb nichts. Als Ersatz wurde ein barocker Einfahrtsbogen gebaut mit Steinbrücke und einem Glockentürmchen.
Weitere Reste der Vorburg, etwa das Glockentürmchen, fielen am 4. Februar 1972 einem Großbrand zum Opfer.
Die Schlossherren des 19. Jahrhunderts wechselten mehrfach. Erwerber waren 1826 Gerhard von Carnap-Bornheim, 1859 Wenzel Graf von Boos-Waldeck und 1872 Heinrich Freiherr von Diergardt. Von spätestens 1964 bis 1974/75 war das Anwesen die Residenz des Botschafters des Irak in der Bundesrepublik Deutschland. Bis heute befindet sich das Schloss Bornheim im Besitz der Freiherren von Diergardt, die es an den Deutschen Orden verpachtet haben, der dort bis zum 30. Juni 2018 die Fachklinik Schloss Bornheim betrieb.

### Eingemeindungen
Zur kurfürstlichen Zeit, als sich die ersten Ortsgrenzen bildeten, war die heutige Stadt in acht Bereiche geteilt, die zum kurkölnischen Amt Brühl gehörten.
Mit dem Einrücken der französischen Revolutionsarmee wurden die alten Einteilungen aufgehoben. Die Franzosen versprachen sich davon militärische und wirtschaftliche Vorteile. Die Selbstverwaltung in den Dörfern war unterbunden und alle Macht lag somit bei den Franzosen. 1798 kam es dann in den besetzten Gebieten zu einer Einteilung in Verwaltungszonen, da man sich hiervon eine bessere Nutzung des annektierten Rheinlandes versprach. Durch die neue Grenze zwischen den Departements Rhein/Mosel und Roer ausgehend am linken Rheinufer zwischen Hersel und Bonn und von dort gerade in Richtung Westen wurde die Herrlichkeit Alfter mit Alfter und Roisdorf zerschnitten. Somit wurde Roisdorf von Alfter getrennt und Roisdorf wurde eine eigene Gemeinde. Ebenfalls wurde der Dingstuhl Waldorf in die Gemeinden Waldorf und Hemmerich-Kardorf zerteilt. Die Herrlichkeit Bornheim blieb bestehen und bildete später mit den anderen drei Gemeinden die Samtgemeinde Bornheim mit Sitz der Verwaltung im Bornheimer Gerichts- und Amtshaus auf der Burgstraße mit 3633 Einwohnern im Jahre 1740.
Merten, Rösberg, Sechtem und Walberberg wurden zur Samtgemeinde Sechtem mit 2880 Einwohnern zusammengefasst. Hersel, Uedorf, Widdig, Urfeld, Keldenich und Wesseling wurden zur Samtgemeinde Hersel mit 2328 Einwohnern zusammengefasst. Diese drei Bezirke mit insgesamt 8.841 Einwohnern gehörten zum Kanton Brühl, im Arrondissement Cologne des Rur-Departements mit Präfektur in Aachen. Die drei Samtgemeinden Hersel, Sechtem und Bornheim wurde wenige Zeit später in die Mairien Hersel, Sechtem und Waldorf umbenannt.

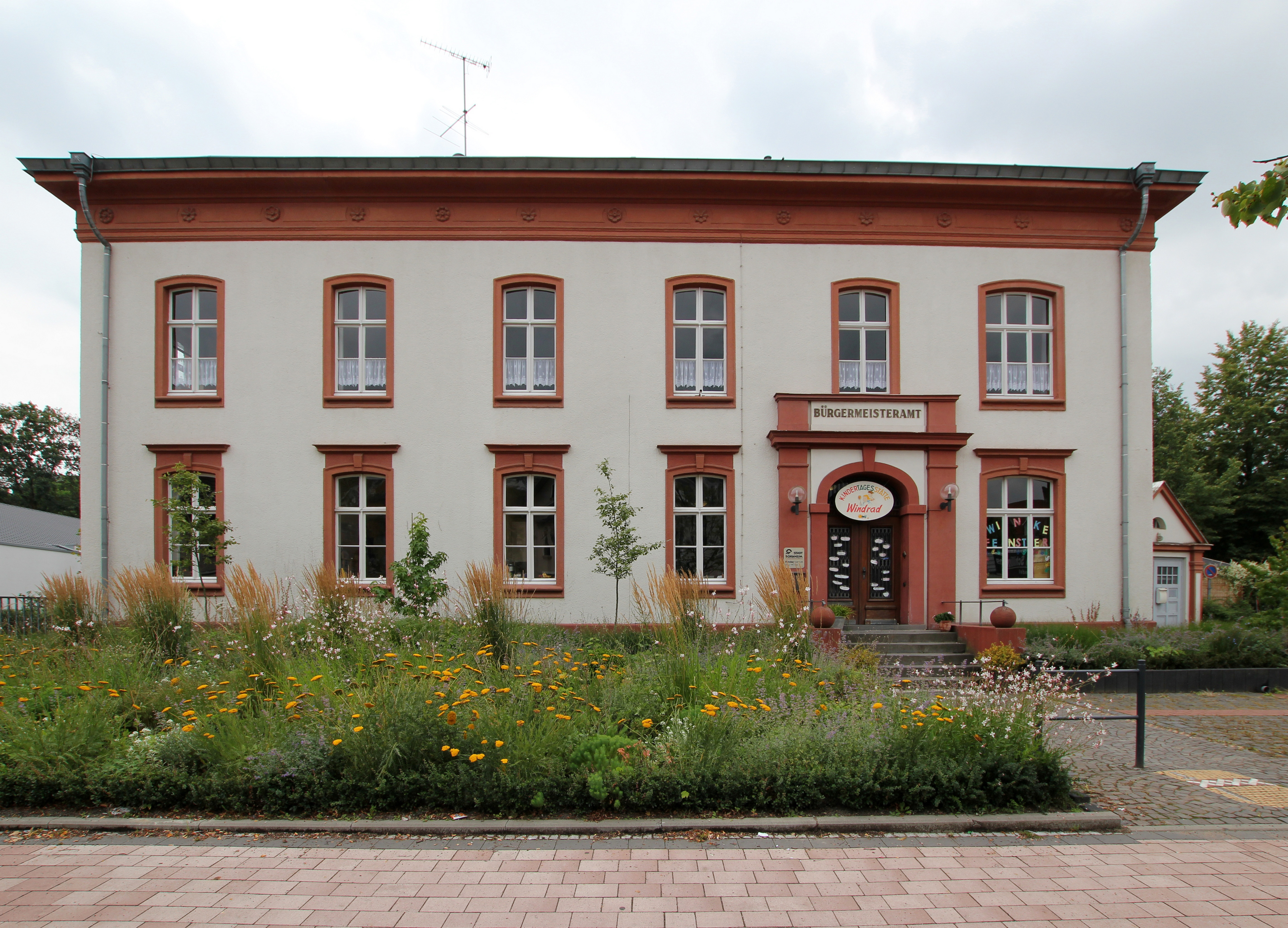
Altes Bürgermeisteramt

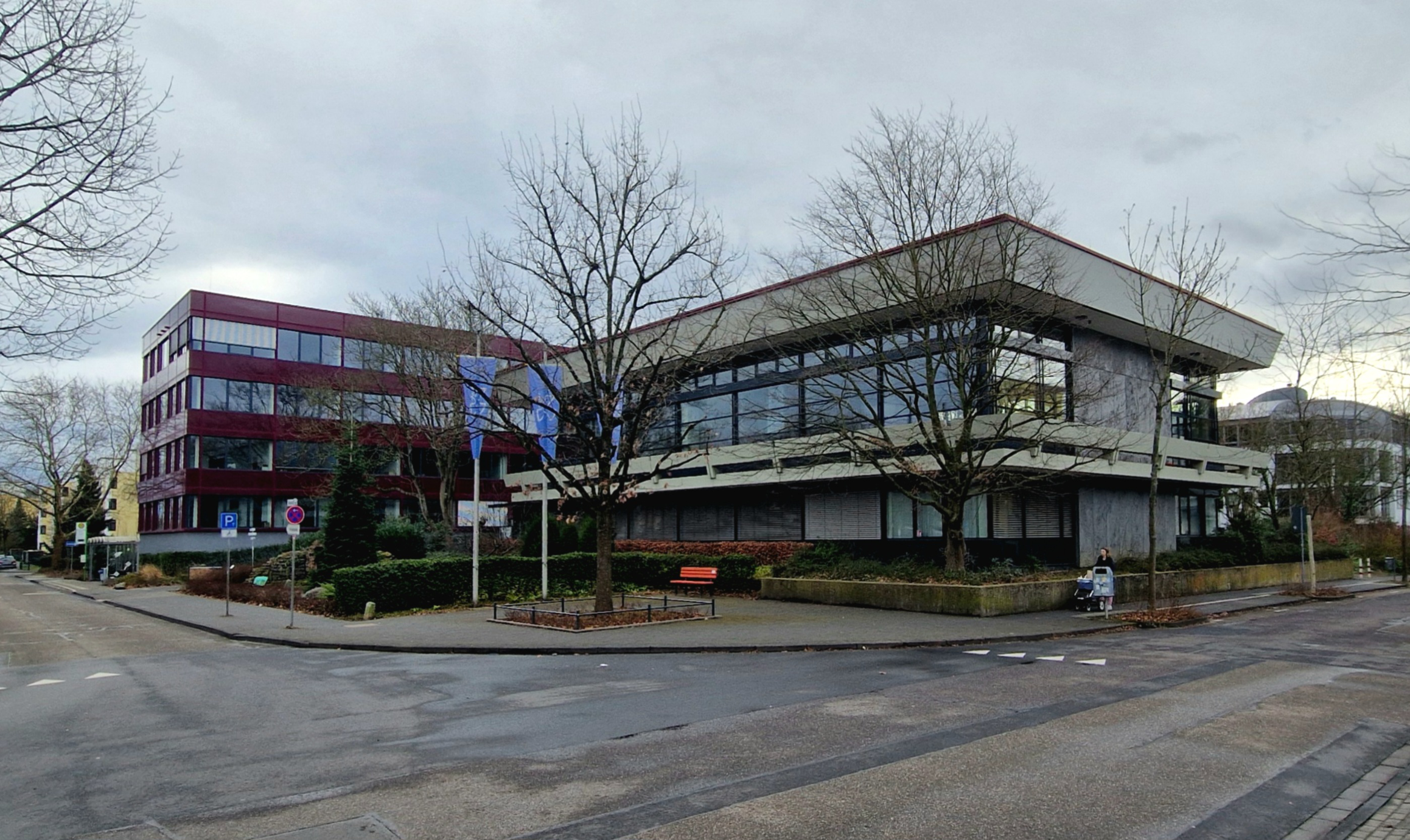
Rathaus Bornheim

Während des 19. Jahrhunderts zog die Amtsstube der Mairie (ab 1816 Bürgermeisterei und ab 1928 Amt) Waldorf mehrere Male um, da jeder neue Bürgermeister die Amtsstube in seiner Nähe haben wollte. Nach dem Wiener Kongress 1815 gehörte Bornheim dem Kreis Bonn (1816 bis 1969) des Regierungsbezirks Köln/Provinz Jülich-Kleve-Berg (seit 1822 Rheinprovinz) im Deutschen Bund.
Alle elf Bürgermeister hatten einen anderen Sitz ihrer Amtsstube, so dass man 1883 ein neues Rathaus in Bornheim baute, nachdem es zuvor große Diskussionen um den neuen Standort gegeben hatte. Letztlich setzte sich aber eine Mehrheit für Bornheim und gegen die Standorte Waldorf und Roisdorf durch, da Bornheim bereits zu dieser Zeit der größte Ort war und zudem geographisch zentral innerhalb der Bürgermeisterei lag. Die Bürgermeisterei Waldorf war zu jener Zeit in die vier Gemeinden Bornheim-Brenig, Kardorf-Hemmerich, Roisdorf und Waldorf untergliedert.
Durch die Weltwirtschaftskrise 1929 waren die meisten Städte und Gemeinden hoch verschuldet, wie auch beispielsweise Bonn, Hersel und Sechtem, weil diese Gemeinden durch den Niedergang ihrer Industrie sehr viele Arbeitslose hatten. Eine Ausnahme bildete damals die Gemeinde Bornheim-Brenig im Amt Waldorf, wo man mit einer soliden Finanzpolitik, einer verhältnismäßig geringen Arbeitslosigkeit und großen Ersparnissen zu einem zu dieser Zeit sagenhaften Rechnungsüberschuss von 60.000 Reichsmark kam.
Durch ein 1927 kurz vor der Wirtschaftskrise erbautes Rathaus in Merten und die Krise in den meisten Fabriken, die Stilllegung vieler Brikettgruben und die Probleme der Berggeist AG in Brühl herrschte im Amt Sechtem und allen angeschlossenen Gemeinden eine solche finanzielle Notlage, dass am 16. Mai 1931 eine Personalunion mit dem Amt Waldorf geschlossen wurde. Am 20. Juni 1931 übernahm der Waldorfer Amtsbürgermeister Ditz auch die Dienstgeschäfte des Amtes Sechtem. Daraufhin wurde aus Platzmangel eine Villa neben dem Rathaus gekauft und für Bürozwecke umgebaut.
Auch im dritten Amt war die Zeit reif für ein neues Rathaus, allerdings war die Frage, ob es im Hauptort Hersel oder in der in den letzten Jahren immer bedeutender gewordenen angeschlossenen Gemeinde Wesseling gebaut werden sollte. Die Wesselinger begründeten ihren Vorschlag damit, dass ihr Ort durch den ausgebauten Hafen und die damit wachsende Industrie hohe Bedeutung erreicht hatte. Zudem spielte die Gemeinde Wesseling ihren größten Trumpf auf, indem sie dem Amt Hersel den Bauplatz für das neue Rathaus schenkte, was auch die Platzfrage entschied.
Im Sommer 1932 verbreitete sich das Gerücht, dass sich die Gemeinden Wesseling und Keldenich aus dem Amt Hersel im Landkreis Bonn lösen und dem Landkreis Köln eingegliedert werden sollten. Das Gerücht bestätigte sich, und die Bürger des Amtes Hersel wurden von der preußischen Staatsregierung vor vollendete Tatsachen gestellt. Die Gemeinden Keldenich und Wesseling wurden am 1. Oktober 1932 aus dem Verband des Amtes Hersel gelöst und zusammen mit der Gemeinde Berzdorf aus dem Amt Brühl zum neuen Amt Wesseling zusammengeschlossen. Damit fehlte dem stark verkleinerten Amt Hersel das Rathaus, der Amtsbürgermeister und das Personal. Die Gemeinden Hersel, Uedorf, Widdig und Urfeld kamen somit zum Amt Waldorf und wurden ebenfalls von Bornheim aus verwaltet.
Zusätzlich löste der Regierungspräsident die drei Standesämter Sechtem, Waldorf und Hersel auf und gründete das neue Standesamt Bornheim. Diesen Zeitpunkt kann man als Geburtsstunde der heutigen Stadt Bornheim bezeichnen.
Am 7. Mai 1934 wurde auf Antrag der Amtsmitglieder vom preußischen Staatsministerium das Amt Waldorf in „Amt Bornheim“ umbenannt. Am 1. April 1935 genehmigte der Regierungspräsident in Köln den Zusammenschluss der Ämter Bornheim und Sechtem zum neuen Amt Bornheim. Hiervon versprachen sich die beiden Ämter erhebliche Einsparungen und eine gestärkte Position. Zusätzlich wurde das Amt Hersel endgültig dem Amt Bornheim angeschlossen, sodass sich am 1. Juli folgende Struktur ergab:
- Bornheim-Brenig, Kardorf-Hemmerich, Roisdorf und Waldorf wurden zur neuen Gemeinde Bornheim zusammengeschlossen.
- Hersel, Uedorf, Widdig und Urfeld wurden zur neuen, größeren Gemeinde Hersel zusammengeschlossen.
- Merten, Rösberg, Sechtem und Walberberg wurden zur neuen, größeren Gemeinde Sechtem zusammengeschlossen.

Diese drei neuen Gemeinden bildeten das Amt Bornheim.
Am 1. August 1969 wurde durch das Gesetz zur kommunalen Neugliederung des Raumes Bonn (Bonn-Gesetz) die „neue“ amtsfreie Gemeinde Bornheim durch Zusammenschluss der zuvor amtsangehörigen drei Gemeinden Bornheim, Hersel (ohne den Ortsteil Urfeld) und Sechtem unter gleichzeitiger Auflösung des Amtes Bornheim gebildet.
Seit dem 1. Januar 1981 trägt die Gemeinde Bornheim zudem den Titel „Stadt Bornheim“.

## Politik

### Stadtrat
Der Stadtrat ist die kommunale Volksvertretung der Stadt Bornheim. Über die Zusammensetzung entscheiden die Bürger alle fünf Jahre. Die letzte Wahl fand am 13. September 2020 statt.

### Kommunale Entwicklung
Bei der kommunalen Neugliederung des Großraumes Bonn 1969 wurde aus dem Amt Bornheim, das die Gemeinden Bornheim, Hersel und Sechtem umfasste, die Gemeinde Bornheim. Die zur Gemeinde Hersel gehörende Ortschaft Urfeld kam zu Wesseling. Seit 1981 ist Bornheim Stadt.
Bornheim wurde von 1946 bis 2004 mit absoluter Mehrheit von der CDU regiert. Erst nach 58 Jahren verlor diese ihre absolute Mehrheit und stellte nicht mehr den Bürgermeister. Von 2009 bis 2014 regierte ein Bündnis aus CDU und Bündnis 90/Die Grünen in Bornheim. Bürgermeister war von 2004 bis 2020 der Sozialdemokrat Wolfgang Henseler. Bei der Bürgermeisterstichwahl am 27. September 2020 wurde der parteilose Christoph Becker mit 63,70 % der Stimmen zu seinem Nachfolger gewählt.

### Ergebnisse überregionaler Wahlen
Bei der Bundestagswahl 2021 platzierte sich die CDU mit 30,5 % der Zweitstimmen in Bornheim deutlich vor der SPD (23,5 %), welche bundesweit die stärkste Kraft wurde. Entsprechend dem deutschlandweiten Ergebnis folgten auf den weiteren Rängen die Grünen vor der FDP und schließlich der AfD. Die CDU konnte damit ihren Sieg in Bornheim bei der Bundestagswahl 2017 wiederholen, wenn auch mit Verlusten im Vergleich mit dem damaligen Stimmanteil von 35,1 %. Die Grünen hingegen konnten ihr Ergebnis von 2017, als sie 8,6 % erreichten, fast verdoppeln. Die Linke lag 2021 in Bornheim wie auch bundesweit unter 5 %, nachdem sie bei der Bundestagswahl 2017 in der Stadt noch 6,5 % der Stimmen erhielt.

### Städtepartnerschaften
Bornheim unterhält seit 1989 eine Städtepartnerschaft mit Bornem in Belgien und seit 1991 mit Mittweida in Sachsen.
Seit 2010 besteht eine Städtepartnerschaft mit Zawiercie in Polen.

### Wappen
| Wappen der Stadt Bornheim | Blasonierung: „In Gold ein roter Balken, belegt mit einem aus 4 rechten und 4 linken silbernen Schrägleisten gebildeten Gitter. An vorderer Flankenstelle ein durch den roten Balken in der Mitte überdecktes, gestürztes, schwarzes Flammenschwert.“ |

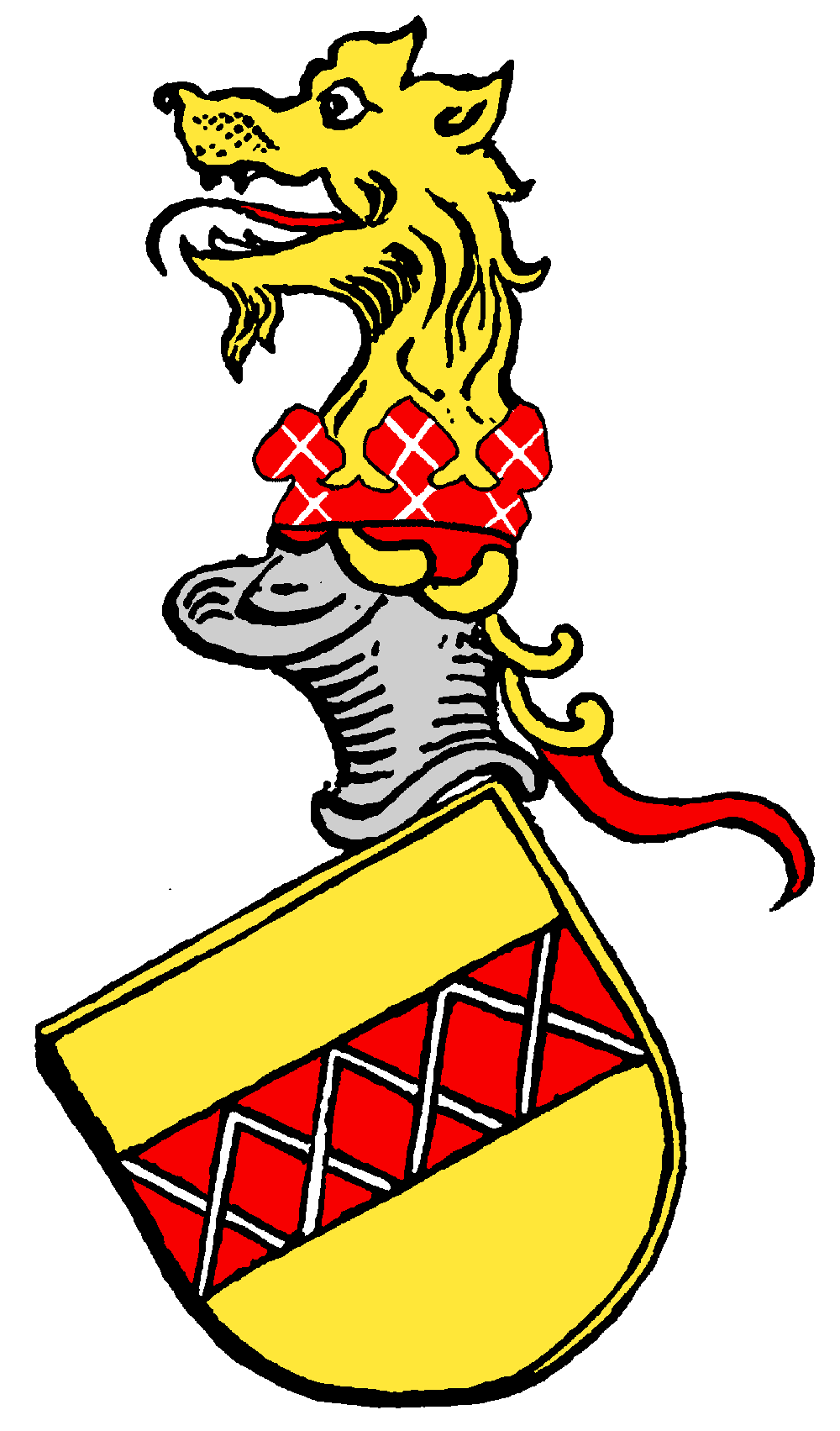
Wappen der Herren von Bornheim

| Wappen der Stadt Bornheim | Wappenbegründung: Das Geschlecht der Herren von Bornheim ist zum ersten Mal urkundlich für das Jahr 1107 belegt. Im Jahre 1147 wird die Burg Bornheim erstmals als Rittersitz erwähnt. Der Gitterbalken ist das Wappen der Familie von Bornheim und findet sich 1319 im Breniger Schöffensiegel. Das Flammenschwert aus dem heutigen Wappen der Stadt Bornheim dagegen bezieht sich auf das alte Schöffensiegel von Waldorf von 1380, welches das Attribut des Pfarrpatrons von Waldorf des hl. St. Michael ist. |

## Kultur und Sehenswürdigkeiten
- Schloss Bornheim

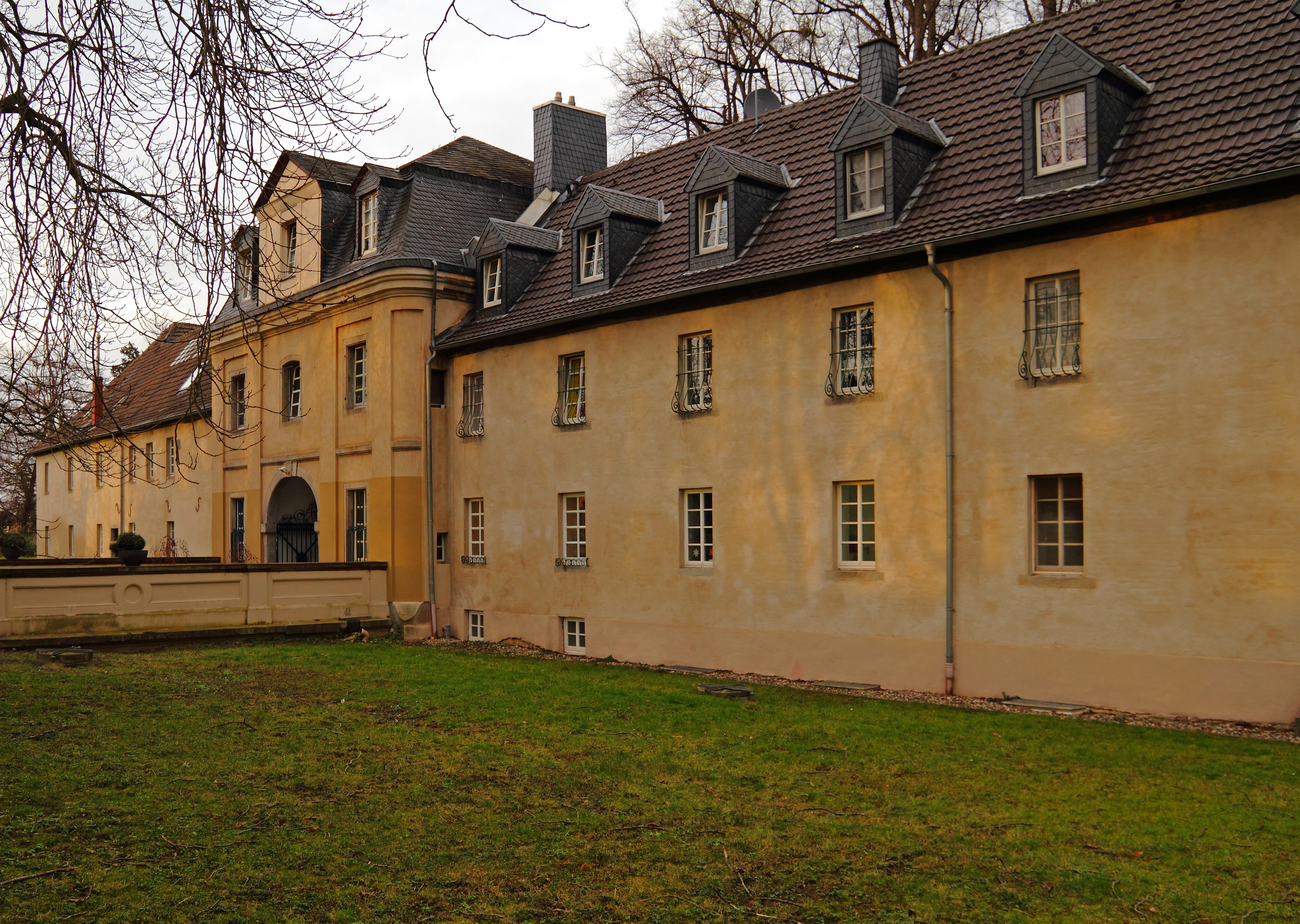
Burg Bornheim, ehemalige Vorburg

Die Insel Herseler Werth liegt am Rheinufer bei Bornheim

- Die Insel Herseler Werth an der Grenze zu Hersel
- Die denkmalgeschützte Pfarrkirche St. Servatius
- Die denkmalgeschützte Alte evangelische Kirche Bornheim

## Sport
2021 bewarb sich die Stadt zusammen mit dem Rhein-Sieg-Kreis als Host Town für die Gestaltung eines viertägigen Programms für eine internationale Delegation der Special Olympics World Summer Games 2023 in Berlin. 2022 wurde sie als Gastgeberin für Special Olympics Guinea ausgewählt. Damit wurde sie Teil des größten kommunalen Inklusionsprojekts in der Geschichte der Bundesrepublik mit mehr als 200 Host Towns.

## Schulen und Bildungseinrichtungen
Der Stadtteil Bornheim verfügt über eine Grundschule (Johann-Wallraf-Schule), eine Gesamtschule (Europaschule) und ein Gymnasium (Alexander-von-Humboldt-Gymnasium (AvH)). Bildungseinrichtungen in den jeweiligen Stadtteilen sind dort angeführt. Des Weiteren gibt es in Bornheim
- Volkshochschule Bornheim/Alfter (Kommunales Weiterbildungszentrum für die Stadt Bornheim und die Gemeinde Alfter)
- Bornheimer Musikschule e. V.
- Stadtbücherei Bornheim

## Wirtschaft
Bornheim hat circa 2600 Wirtschaftsbetriebe in den Bereichen Handel und Handwerk, dazu kommen noch 96 Gaststätten. Auch die intensive Landwirtschaft mit Obst- und Gemüseanbau hat hier im klimatisch/pedologischen Gunstgebiet von Vorgebirge und dessen Vorland Bedeutung.
Seit 2014 ist der in und um Bornheim angebaute und vermarktete Bornheimer Spargel von der Europäischen Union mit Herkunftsbezeichnung geschützt.
Im Stadtteil Roisdorf liegt eine der Zentralen von Landgard, einer der größten deutschen Vermarktungseinrichtungen für Obst und Gemüse, die hier aus der 1920 gegründeten Versteigerungsgenossenschaft hervorging. Weiterhin finden sich die Roisdorfer Mineralquellen, die unterschiedliche Mineralwässer fördern und abfüllen sowie alkoholfreie Erfrischungsgetränke herstellen.
In dem ehemaligen Produktionsstandort der Firma Moeller im Gewerbegebiet Hersel sitzen heute die Unternehmen RHENAC Stanzteile GmbH und EN ElectronicNetwork AG, welche aus dem Unternehmen Moeller hervorgegangen sind.

### Touristik
Bornheim liegt nahe dem Naturpark Rheinland. Es verfügt über eine Vielzahl historischer Gebäude, Kirchen, Klöster, Burgen und alter Gehöfte sowie über Spuren der Römer. Es gibt zahlreiche Wanderwege, darunter der 2017 anlässlich des 100. Geburtstags des Literaturnobelpreisträgers eröffnete Heinrich-Böll-Weg, der vorbei am früheren Wohnhaus der Familie Böll bis zum Grab von Heinrich Böll und seiner Frau im Bornheimer Stadtteil Merten führt.

## Verkehr

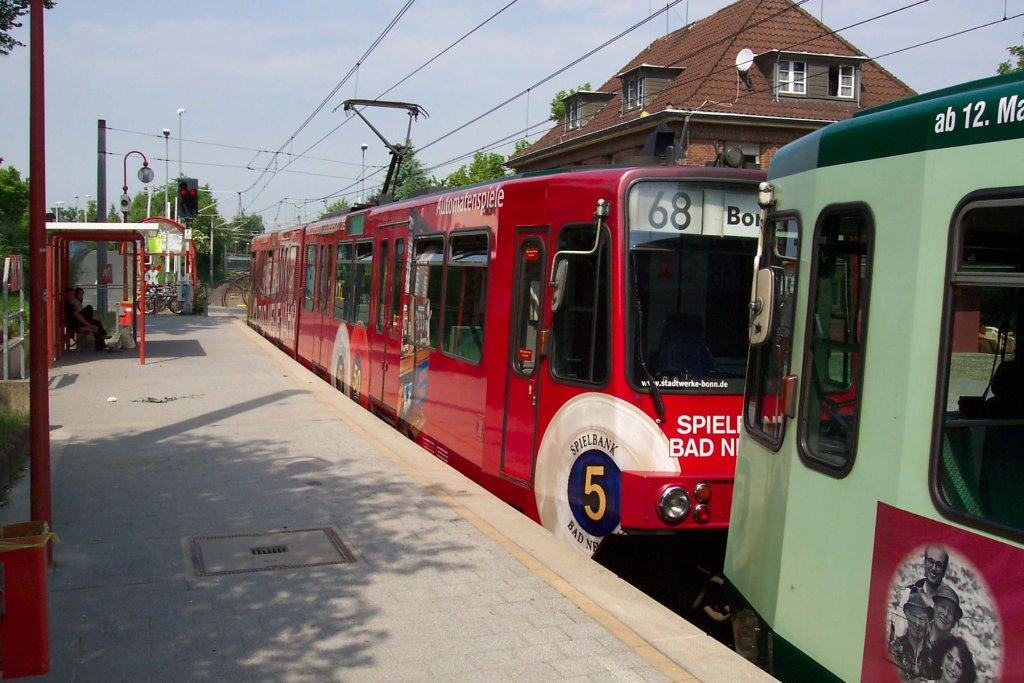
Stadtbahn der Linie 68 in Bornheim

Die Lage Bornheims an drei Bahnstrecken zwischen Bonn und Köln sorgt für günstige ÖPNV-Verbindungen:
- Die Regionalbahnen Rhein-Wupper-Bahn und MittelrheinBahn zwischen Wuppertal/Köln und Bonn-Mehlem/Koblenz halten in Roisdorf und Sechtem.
- Die Stadtbahnlinie 16 verkehrt auf der Rheinuferbahn, einer Strecke der ehemaligen Köln-Bonner Eisenbahnen (KBE). Sie fährt von Bonn nach Köln über Wesseling den Rhein entlang. Haltestellen sind in Hersel, Uedorf und Widdig.
- Die Stadtbahnlinie 18 verkehrt auf der Vorgebirgsbahn, einer anderen Strecke der KBE. Sie fährt von Bonn nach Köln über Bornheim, Brühl und Hürth am Vorgebirge entlang. Haltestellen sind „Roisdorf West“, „Bornheim Rathaus“ sowie in Bornheim, Dersdorf, Waldorf, Merten und Walberberg.
- Die Stadtbahnlinie 68 verkehrt auf der Strecke zwischen Bornheim und Ramersdorf auf der Trasse der Linie 18. Haltestellen sind „Roisdorf West“, „Bornheim Rathaus“ und „Bornheim“.
- Die RVK-Buslinien 817 (Rheinbach – Swisttal-Heimerzheim – Brenig – Bornheim – Roisdorf – Hersel) und 818 (Sechtem – Merten – Rösberg – Waldorf – Dersdorf – Bornheim – Roisdorf – Hersel) verbinden die einzelnen Bornheimer Ortsteile, die Kleinbus-Linie 882 verbindet Bornheim mit der Gemeinde Alfter. Hinzu kommt die Anrufsammeltaxi-Linie 790 zwischen den Ortsteilen.
- Die RVK-Buslinie 842 verbindet die Orte Sechtem, Bornheim und Roisdorf mit Alfter und Bonn-Duisdorf. Die Buslinie 604 der SWB (Bornheim-Hersel (Stadtbahn) – Bonn-Buschdorf – Auerberg – Nordstadt – Hauptbahnhof – Endenicher Allee – Endenich – Lengsdorf – Ückesdorf)  verbindet Hersel mit Bonn.[19]
- Bornheim gehört zum Tarifgebiet des Verkehrsverbundes Rhein-Sieg (VRS).[20]

Seit 2014 bietet Bornheim eine kommunale Mitfahrzentrale für Pendler an.
Bornheim verfügt insgesamt über ein Straßen- und Wegenetz von 348,1 km (Stand 2018). In der Stadt waren am 1. Januar 2018 33.028 Kraftfahrzeuge zugelassen, davon 27.489 Pkw.

## Religion

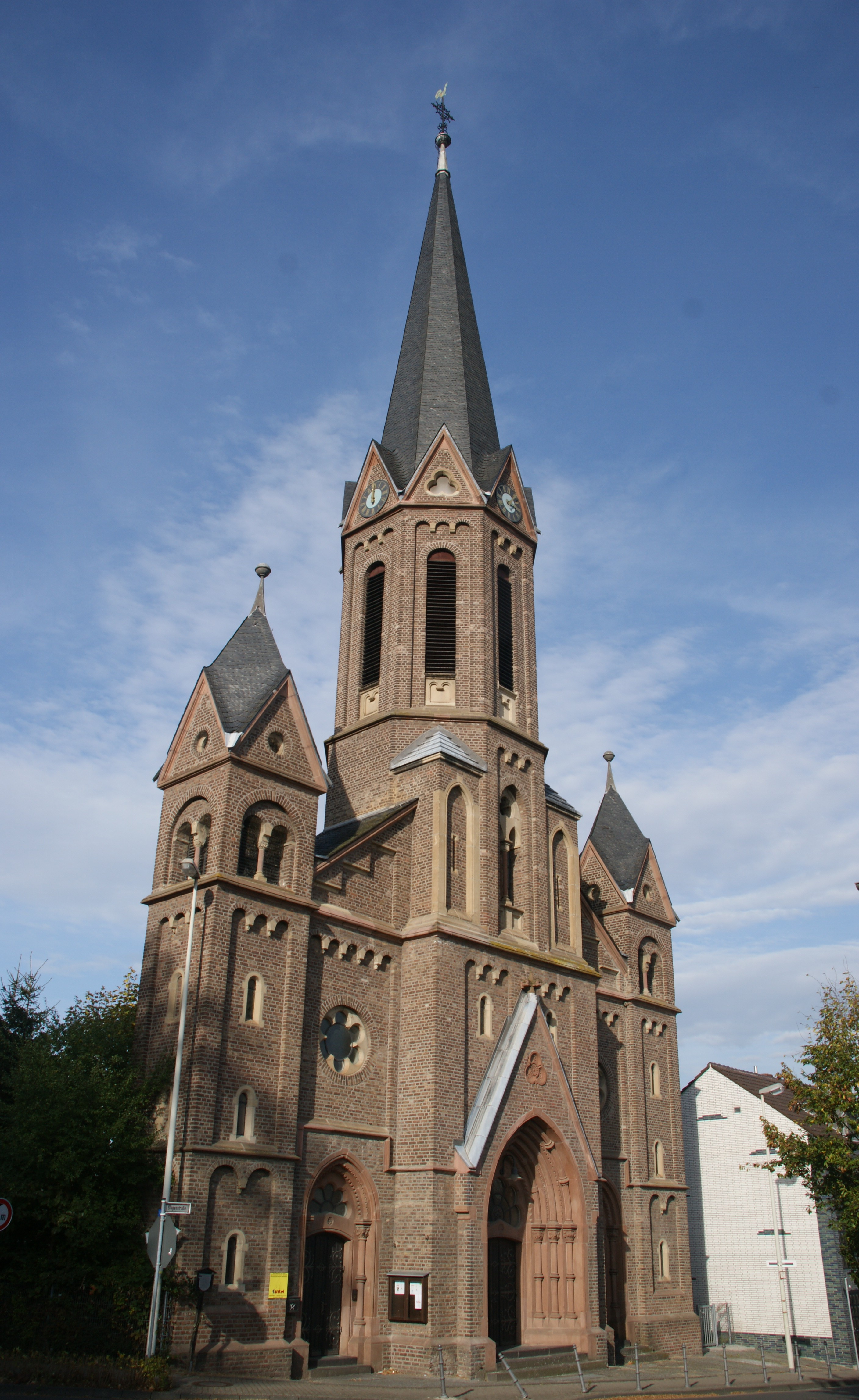
Kirchturm St. Sebastian

### Konfessionsstatistik
Gemäß der Volkszählung 2011 sind 55,6 % der Einwohner Bornheims katholisch, 17,6 % evangelisch und 26,8 % gehören einer sonstigen oder keiner Religionsgemeinschaft an.

### Römisch-Katholische Kirche
Im Stadtgebiet Bornheims gibt es zwölf katholische Kirchengemeinden, die in zwei Kirchengemeindeverbänden zusammengefasst sind:
- Seelsorgebereich Bornheim – An Rhein und Vorgebirge
  - St. Sebastian (Roisdorf)
  - St. Servatius (Bornheim)
  - St. Evergislus (Brenig)
  - St. Aegidius (Hersel)
  - St. Georg (Widdig).

- Seelsorgebereich Bornheim – Vorgebirge
  - St. Albertus Magnus (Dersdorf)
  - St. Michael (Waldorf)
  - St. Joseph (Kardorf)
  - St. Aegidius (Hemmerich)
  - St. Markus (Rösberg)
  - St. Martin (Merten)
  - St. Gervasius und Protasius (Sechtem)
  - St. Walburga (Walberberg).

Von 1925 bis 2007 bestand in und später auch um die Rheindorfer Burg in Walberberg das Dominikanerkloster St. Albert. Bis in die 1970er-Jahre besaßen die Dominikaner hier eine Philosophisch-Theologische Hochschule, das „Walberberger Institut“ bestand als Heimvolkshochschule bis 2007.
In Botzdorf, Brenig und anderen Dörfern Bornheims gibt es noch den alten Brauch, dass an Karfreitag und Karsamstag Kinder klappern gehen und so das Glockengeläut ersetzen. In mehreren Orten Bornheims ist der Brauch des Beierns erhalten, bei dem an besonderen Festtagen die Kirchenglocken in bestimmten Rhythmen und Melodien manuell angeschlagen werden.

### Evangelische Kirche

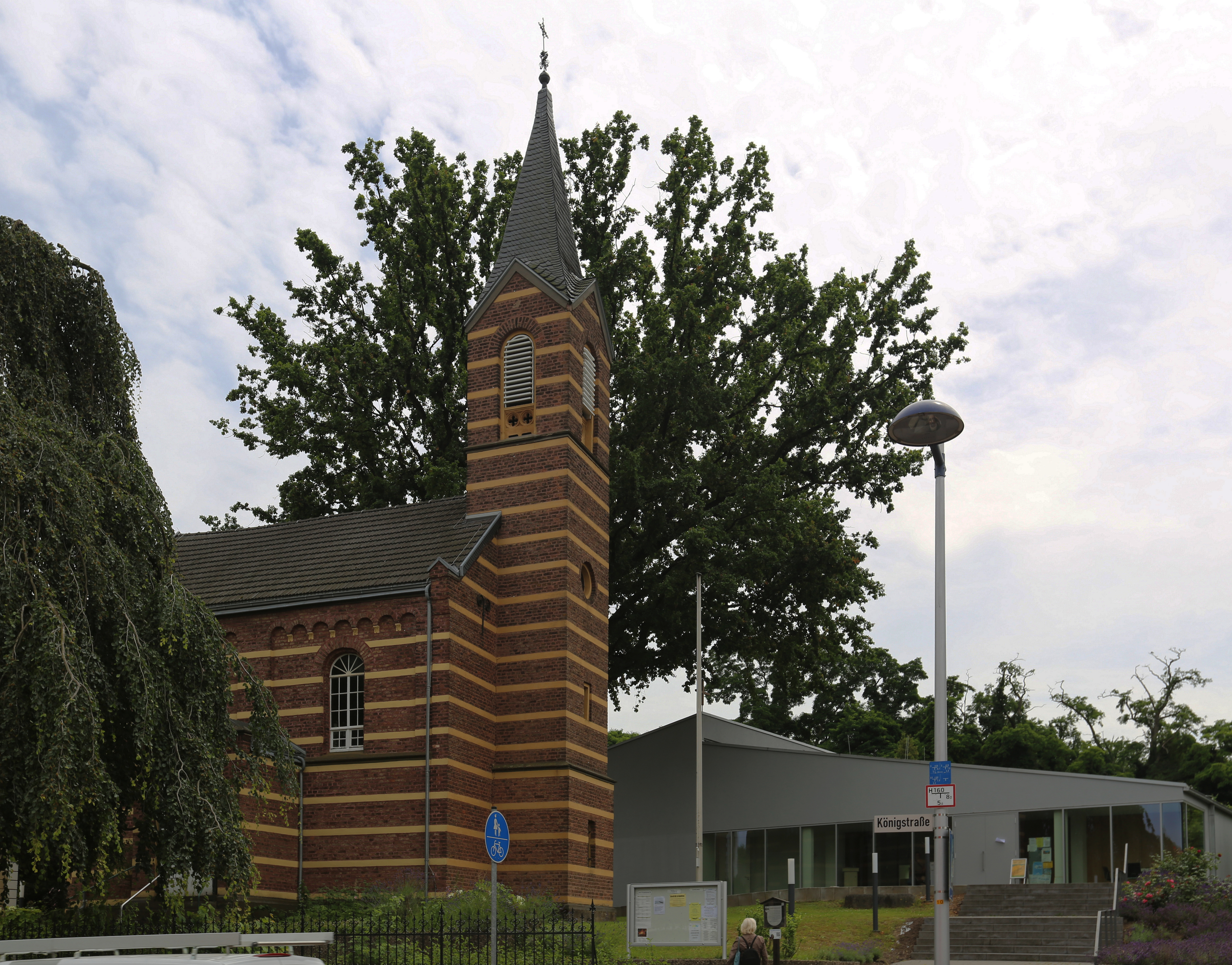
Altes und neues Kirchengebäude der Evangelischen Kirchengemeinde Vorgebirge

- Evangelische Kirchengemeinde Vorgebirge
  - 1. Pfarrbezirk: Bornheim (Versöhnungskirche, Alte Kirche), Brenig und Roisdorf
  - 2. Pfarrbezirk: Dersdorf, Hemmerich (Markuskirche), Kardorf, Merten, Rösberg und Waldorf
- Kirchengemeinde Hersel
  - Hersel (Dreieinigkeitskirche), Sechtem (Die Arche), Uedorf und Widdig (und Aegidienkapelle Bonn-Buschdorf)
- Kirchengemeinde Brühl
  - Martin-Luther-Kirche (Walberberg) (1. Pfarrbezirk Brühl)

### Freikirchen
In Bornheim-Roisdorf existiert eine freikirchliche Gemeinde, die Evangelische Freikirche Bornheim (Baptisten).
Das Bibelseminar Bonn, eine theologische Fachschule mit freikirchlichem Hintergrund, hat im Haus Wittgenstein (Roisdorf) seit 1996 sein Ausbildungszentrum. Hier werden junge Menschen auf biblischer Basis zu Jugendreferenten, Seelsorgehelfern, Pastoren und Missionaren ausgebildet.

### Judentum

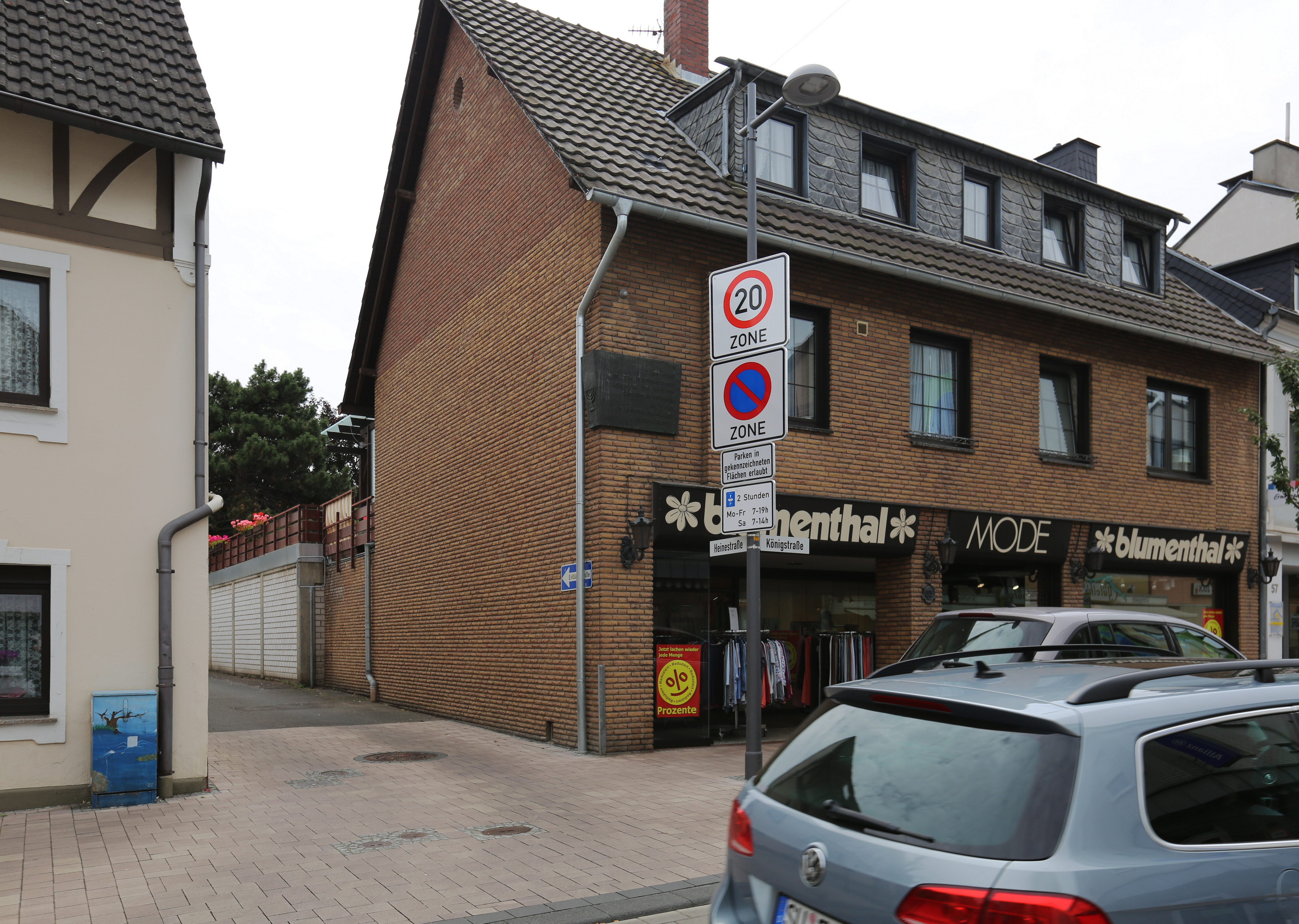
Königstraße 55. Standort der Synagoge bis November 1938
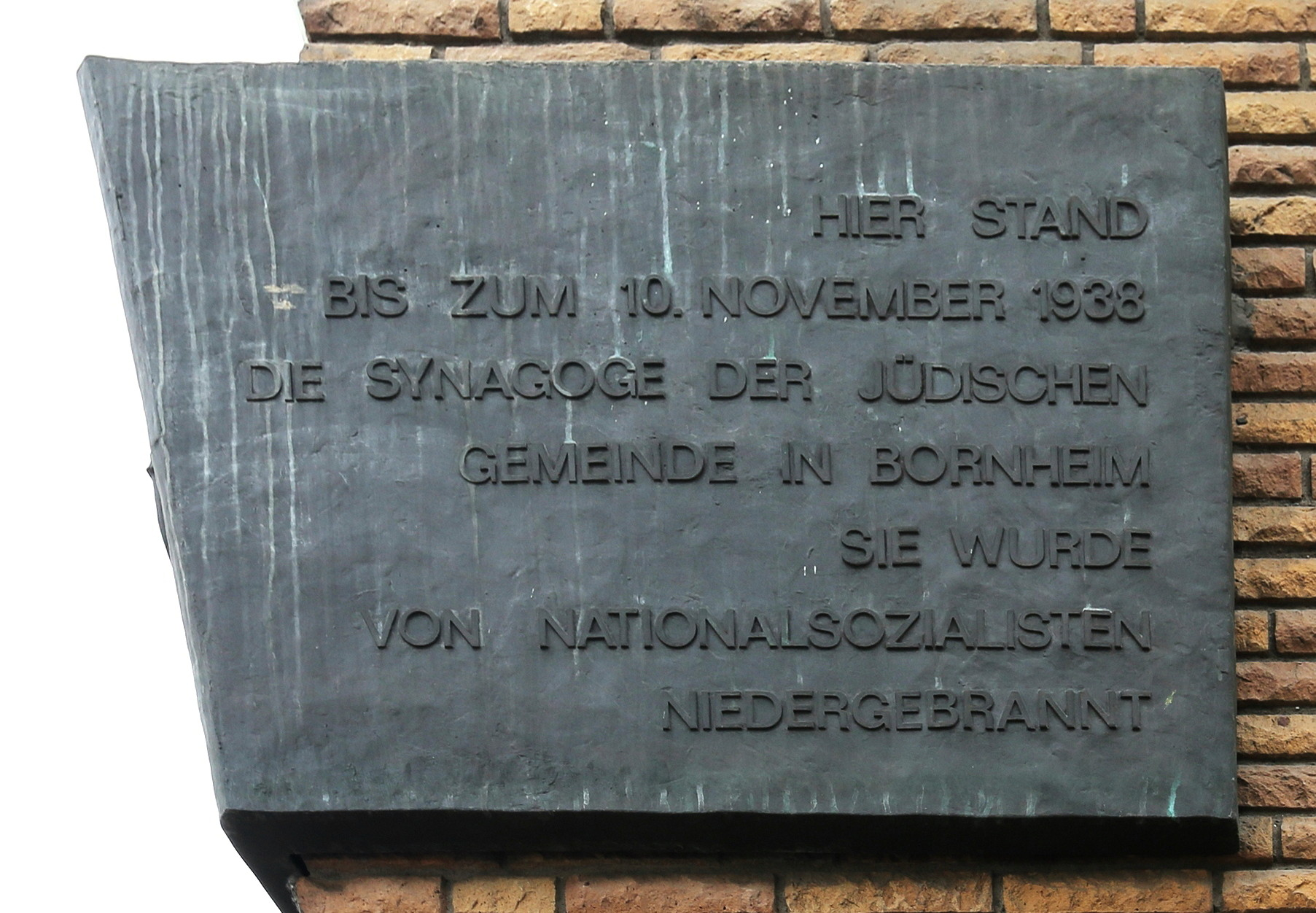
Gedenktafel

Bis 1938 besaß Bornheim eine Synagoge. Sie wurde in der Reichspogromnacht von den Bornheimer Nationalsozialisten niedergebrannt. Eine Plakette in der Königstraße erinnert an dieses Gotteshaus. Von der jüdischen Gemeinde Bornheims zeugen nur noch die drei Friedhöfe in Bornheim (Botzdorf), Walberberg und Hersel. Die jüdischen Bornheimer wurden, soweit sie nicht auswandern konnten, fast alle in den nationalsozialistischen Konzentrationslagern ermordet. Zu ihrem Gedenken wurden in Bornheim „Stolpersteine“ verlegt. Die jüdischen Friedhöfe sind 2004 in einer Studie im Auftrag der Stadt Bornheim dokumentiert worden.

## Persönlichkeiten

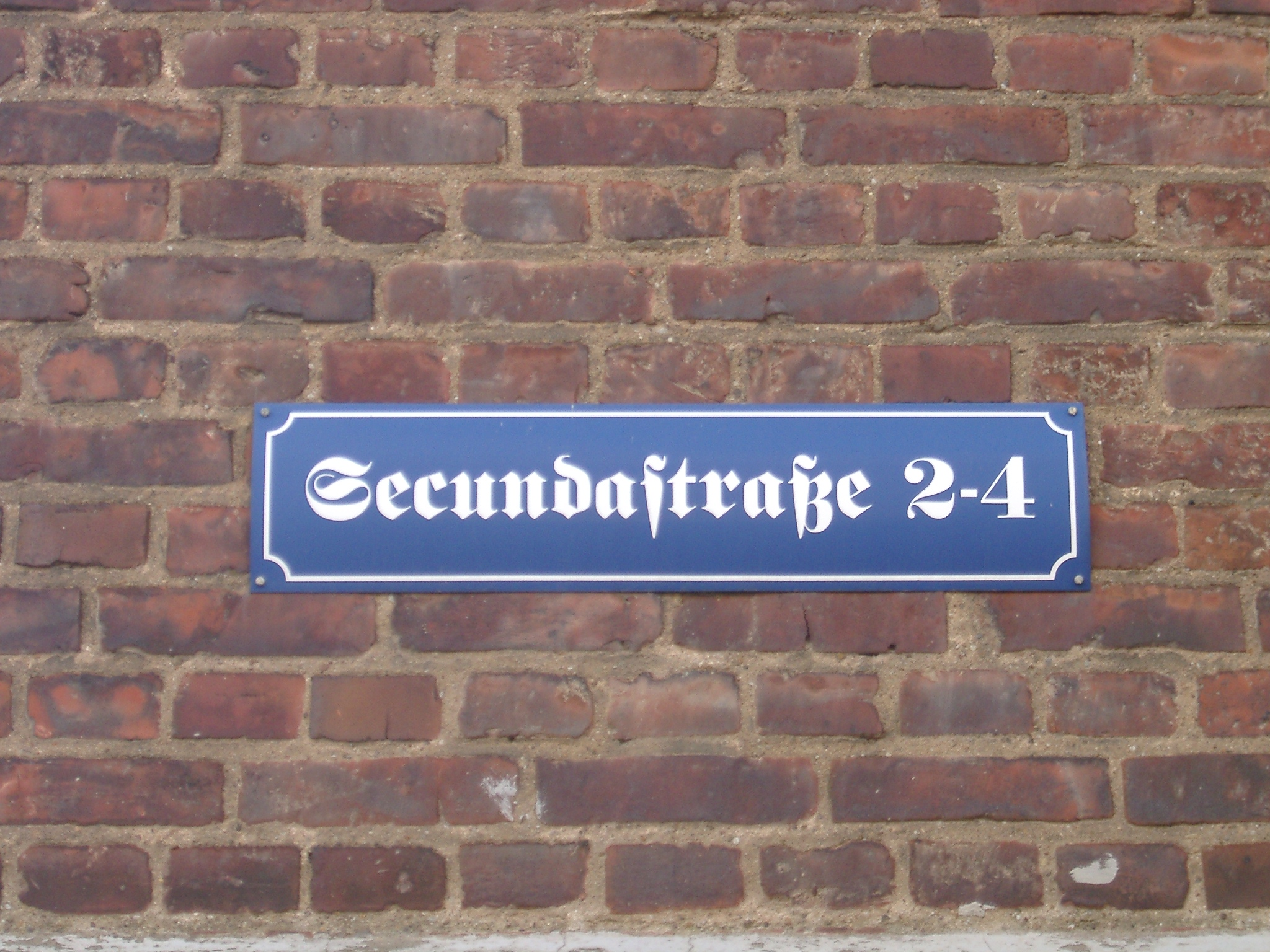
Straßenschild Secundastraße, benannt nach der Ehrenbürgerin, Schwester Maria Secunda, die von 1909 bis zu ihrem Tod 1957 im Kloster Maria Hilf als Ordensschwester tätig war.

### Ehrenbürger
- Heinrich Böll (1917–1985) lebte von 1982 bis 1985 im Stadtteil Merten und liegt dort auf dem alten Friedhof begraben. Anlässlich seines 25. Todestages wurde Böll posthum zum Ehrenbürger ernannt. Sein Sohn René nahm die Urkunde am 16. Juli 2010 entgegen.[29]
- Franz Farnschläder, Bornheim (1912–1992), Ehrenbürger seit 17. Januar 1992
- Peter Langel, Widdig (1919–2003), stellvertretender Bürgermeister, Ehrenbürger seit 1985
- Heinz Nowicki (1912–2000), Ehrenbürger seit 1975
- Ferdinand Rott, Merten (1894–1958), Ehrenbürger seit 20. August 1956
- Schwester Secunda (1878–1957), Augustinerin, seit 1909 im Kloster Bornheim, Ehrenbürgerin seit 13. Juni 1957
- Franz von Kempis, Sechtem (1870–1960), Ehrenbürger seit 1958[30]

### Söhne und Töchter der Stadt
- Clemens August Waldbott von Bassenheim-Bornheim (1803–1872), Provinziallandtagsmarschall in der Rheinprovinz
- Ernst Volckheim (1898–1962), Offizier und Mitbegründer der Deutschen Panzertruppe
- Franz Bosbach (* 1952), Historiker und Hochschullehrer

### Mit der Stadt verbundene Persönlichkeiten
- Paul von Rusdorf (um 1385–1441), Hochmeister des Deutschen Ordens 1422 bis 1441, entstammte dem Rittergeschlecht der Herren von Roisdorf. Er liegt in der Annenkapelle der Marienburg/Westpreußen begraben.
- Ein Teil der Familie von Klemens Wenzel Lothar von Metternich (1773 bis 1859) lebt unter dem Namen Metternich in Waldorf.
- Otto Schmitz-Hübsch (1868–1950), Obstbaupionier und Züchter, gründete 1896 in Merten das erste reine Obstgut Deutschlands.
- Günter Lamprecht (1930–2022), Schauspieler, lebte in Bornheim.
- Hans-Helmuth Knütter (* 1934), Politikwissenschaftler und Autor, lebt in Bornheim.
- Gunter Desch (* 1937), Arzt und Sanitätsoffizier, Inspekteur des Sanitäts- und Gesundheitswesens der Bundeswehr, lebt in Bornheim.
- Toni Schumacher (* 1938), Fußballtorwart, wohnt in Hemmerich.
- Georg Bollenbeck (1947–2010), Germanist und Kulturwissenschaftler, lebte in Bornheim-Brenig.
- Klaus Ludwig (* 1949), der ehemalige Autorennfahrer und mehrfacher deutscher Tourenwagenmeister, lebte in Roisdorf.
- Wolfgang Henseler (* 1952), Politiker (SPD) und ehemaliger Bürgermeister von Bornheim
- Manfred Lütz (* 1954), Psychotherapeut und Buchautor, lebt in Merten.
- Bernd Stelter (* 1961), Karnevalist und Fernseh-Comedian, lebt in Hersel.
- Johannes B. Kerner (* 1964), Sportmoderator, lebte als Kind in Hersel.[31]
- Arnd Schmitt (* 1965), Olympiasieger im Degenfechten 1988, lebt in Bornheim.
- Ashok-Alexander Sridharan (* 1965), ehemaliger Oberbürgermeister von Bonn, lebte zeitweise in Widdig.
- Jens Streifling (* 1966), Mitglied der Kölner Musikgruppe Höhner, lebt in Brenig.
- Sebastian Hartmann (* 1977), MdB, von 2018 bis 2021 Vorsitzender der nordrhein-westfälischen SPD, lebt in Sechtem.
- Christian Knees (* 1981), Radrennfahrer (u. a. Gewinner Rund um Köln 2006 und Teilnehmer der Tour de France 2006), lebt in Bornheim.
- Célia Šašić (* 1988), Fußballnationalspielerin aus Hersel.